# Sarcophaga maculipennis
Sarcophaga maculipennis är en tvåvingeart som först beskrevs av Günther Enderlein 1928.  Sarcophaga maculipennis ingår i släktet Sarcophaga och familjen köttflugor. Inga underarter finns listade i Catalogue of Life.